# NGC 6482
NGC 6482 (другие обозначения — UGC 11009, MCG 4-42-8, ZWG 141.17, PGC 61009) — эллиптическая галактика (E) в созвездии Геркулес.
Этот объект входит в число перечисленных в оригинальной редакции «Нового общего каталога».
Предполагается, что NGC 6482 является конечным результатом эволюции группы галактик, когда все составляющие группу галактики слились воедино в результате столкновений и динамического трения.